# Listă de actori ruși

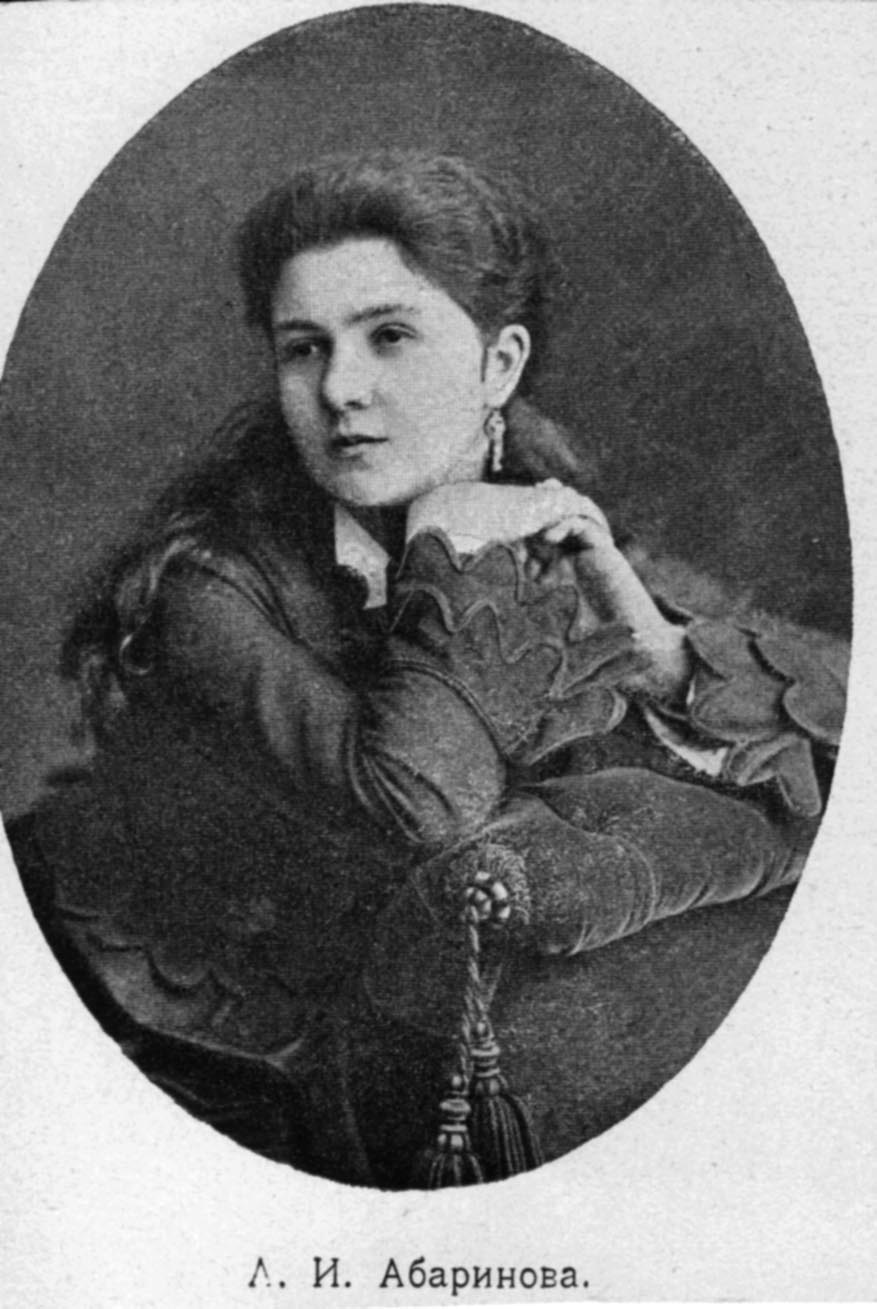
Antonina Abarinova în anii 1880

Aceasta este o listă de actori ruși:

Cuprins: Început - 0–9 A B C D E F G H I J K L M N O P Q R S T U V W X Y Z

## A
- Antonina Abarinova
- Tatiana Abramova
- Aleksandr Adabașian
- Anatoli Adoskin
- Angelica Agurbash
- Polina Agureeva
- Victor Alferov
- Irina Allegrova
- Valentina Ananina
- Ekaterina Andreeva
- Vadim Andreev
- Irina Apeksimova
- Nina Arkhipova
- Tatyana Arntgolts
- Yuri Ardashev
- Sergei Artsibashev
- Băno Axionov

## B

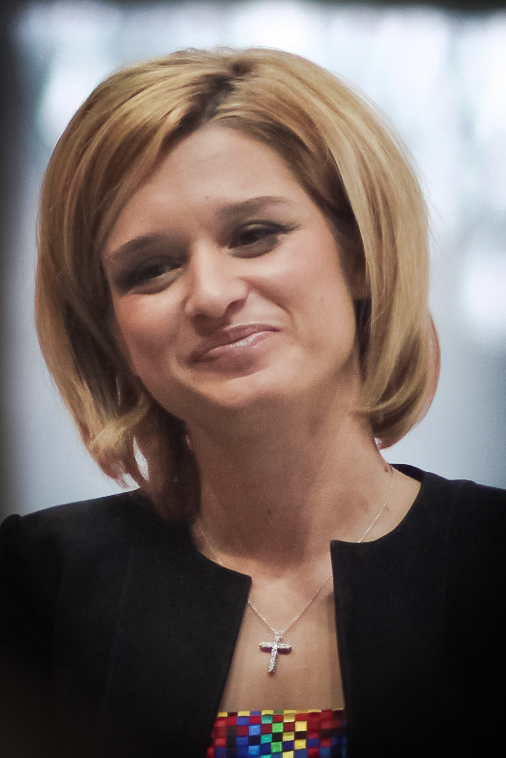
Ksenia Borodina

- Aleksandr Baluev
- Olga Barnet
- Marat Bașarov
- Oleg Basilașvili
- Aleksei Batalov
- Andrey Batt
- Aziz Bolotovici Beișenaliev
- Galina Belyayeva
- Myriam Bernstein-Cohen
- Iuri Beliaev
- Egor Beroev
- Vitali Bezrukov
- Serghei Bezrukov
- Evelina Bleodans
- Fiodor Bondarciuk
- Lev Borisov
- Oleg Borisov
- Ksenia Borodina
- Viktor Bortsov
- Sacha Bourdo
- Elizaveta Boiarskaia
- Mihail Boiarski
- Yaroslav Boyko
- Valentin Brîleev
- Boris Brunov
- Olga Budina
- Viktor Bychkov
- Iuri Bykov
- Elina Bystritskaya

## C
- Mihail Cehov
- Nikolai Cerkasov
- Feodor Chaliapin Jr.
- Pyotr Chardynin
- Nikolai Chindyajkin
- Anna Chipovskaya

## D
- Vladlen Davydov
- Aleksandr Dediușko
- Andrei Dementiev
- Alexandr Demianenko
- Larisa Dolina
- Aleksandr Domogarov
- Sergey Dreyden
- Egor Druzhinin
- Irina Dubtsova
- Yuriy Dumchev
- Alexander Dyachenko
- Victor Dyomin

## E
- Mihail Efremov
- Oleg Efremov
- Leopold Engel

## F

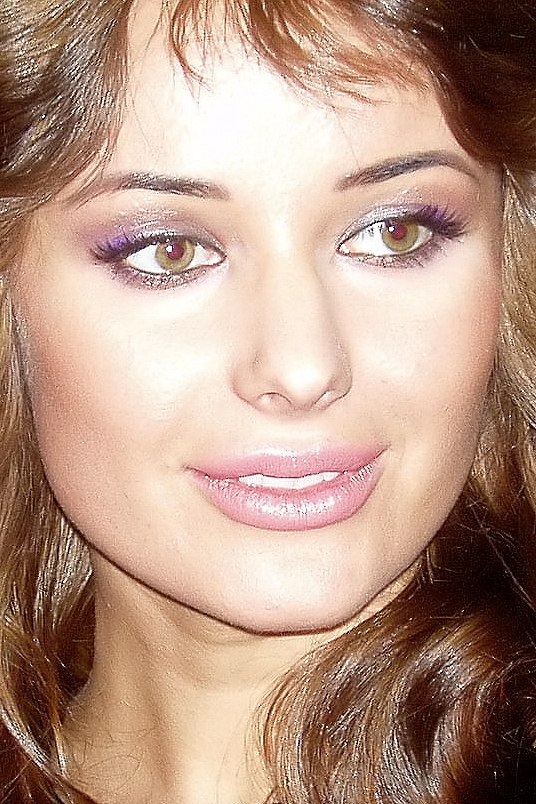
Oxana Fedorova

- Oxana Fedorova
- Lidiya Fedoseyeva-Shukshina
- Glikeriya Fedotova
- Alisa Freindlich
- Janna Friske
- Elena Frolova

## G
- Valentin Gaft
- Polina Gagarina
- Maxim Galkin
- Vladislav Borisovici Galkin
- Mihail Galustian
- Alexandr Godunov
- Leanca Grâu
- Liudmila Gurcenko
- Vladimir Gusev

## H
- Konstantin Habenski
- Svetlana Haritonova
- Ghennadi Hazanov

## I
- Iuri Iakovlev
- Oleg Iankovski
- Andrei Ilin
- Svetlana Ivanova
- Dmitri Isaev

## J
- Jasmin
- Igor Jijikine
- Mihail Jarov

## K
- Vasili Kacealov
- Elena Kamburova
- Anna Kamenkova
- Andrei Krasko
- Sam Kogan
- Evgheni Kudriașiov
- Leonid Kulagin
- Gheorghi Kulikov
- Leonid Kuravliov
- Erik Kurmangaliev
- Sergey Kuvaev
- Goșa Kuțenko

## L
- Irina Lachina
- Jenya Lano
- Kamil Larin
- Evgheni Leonov
- Valeri Leontiev
- Renata Litvinova
- Larisa Luzhina

## M
- Andrei Malahov
- Lillian Malkina
- Piotr Mamonov
- Garik Martirosian
- Nikita Mihalkov
- Lolita Mileavskaia
- Evgheni Vitalievici Mironov
- Evgheni Morgunov

## N
- Alla Nazimova
- Lada Negrul
- Serghei Nikitin
- Iuri Nikulin
- Vladimir Nosik

## O
- Alexandr Oleșco
- Marina Orlova

## P

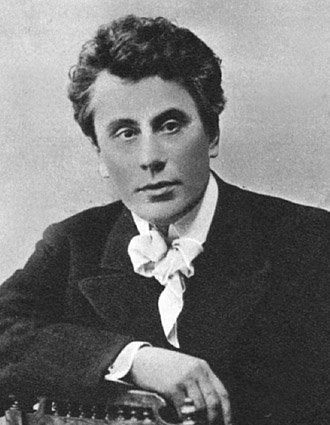
Ivan Perestiani în 1890

- Andrei Panin
- Valdis Pelšs
- Ivan Perestiani
- Elena Perova
- Boris Petker
- Igor Petrenko
- Maia Plisețkaia
- Elena Podkaminskaia
- Mihail Porecenkov

## R
- Konstantin Raikin
- Alexander Rasskazov
- Nikolay Rastorguyev
- Mikhail Rasumny
- Eldar Riazanov
- Sofia Rotaru
- Nina Ruslanova

## S
- Kirill Safonov
- Elena Safonova
- Anna Samokhina
- Abba Schoengold (evreu român)
- Vladimir Semago
- Ksenia Sobciak
- Svetlana Smirnova
- Daniil Strahov
- Serghei Svetlakov
- Karen Șahnazarov

## T
- Andrei Tarkovski
- Andrei Tutîșkin
- Ioasaf Tikhomirov
- Timati
- Valentina Titova
- Vladimir Troshin
- Victor Tourjansky
- Viktor Țoi

## U
- Anna Ukolova
- Svetlana Ustinova

## V

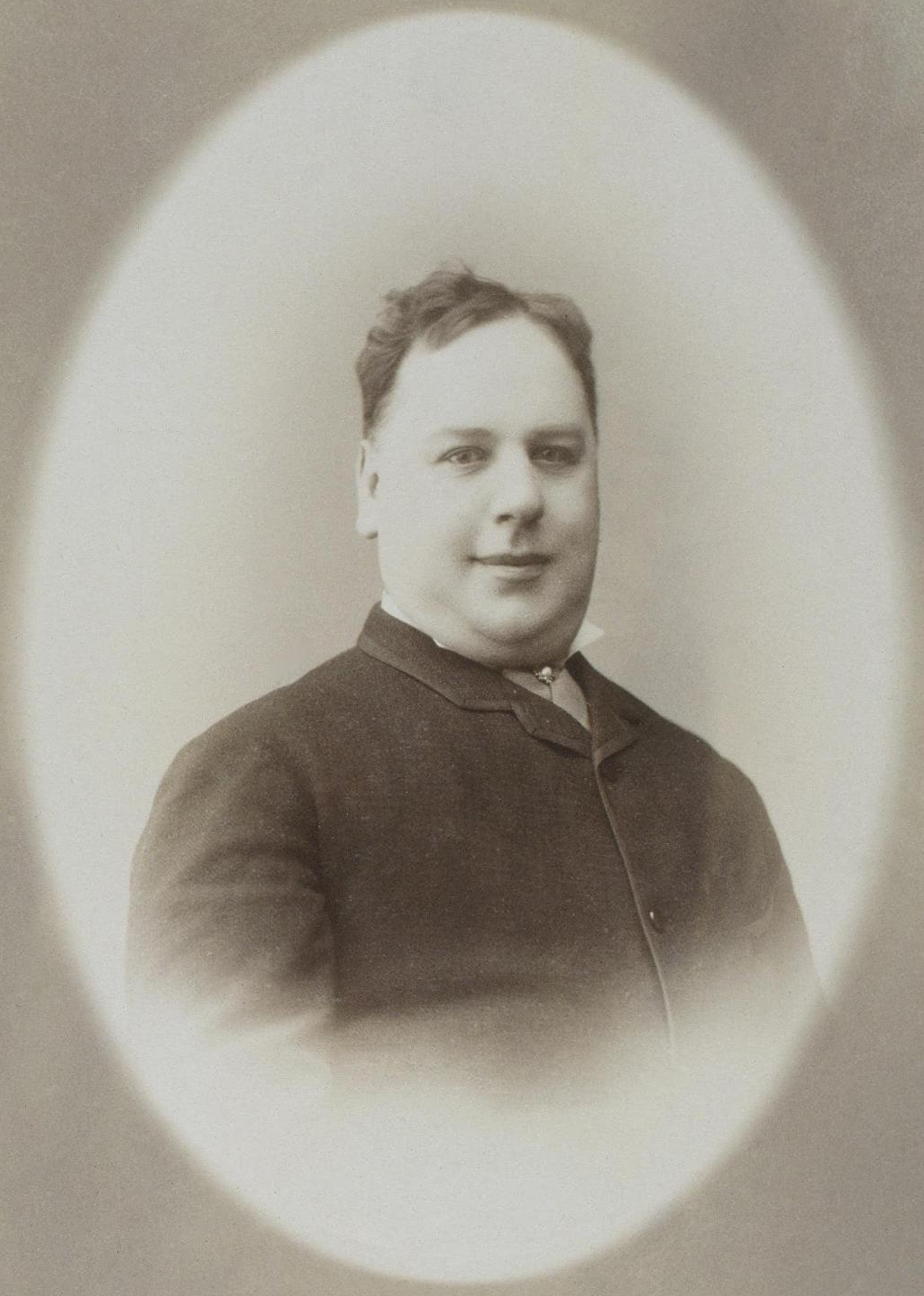
Konstantin Varlamov în cca. 1870

- Julia Vang
- Konstantin Varlamov
- Natalia Varlei
- Gheorghi Vițin
- Iuri Vizbor
- Vladimir Vîsoțki
- Valentina Vladimirova
- Pavel Volea
- Darya Volga
- Fiodor Grigorievici Volkov
- Aleksei Vorobiov
- Irina Voronina
- Angelina Vovk

## Y
- Anton Yelchin

## Z
- Mihhail Zadornov
- Lyudmila Zajtseva
- Alexandra Zakharova
- Elena Zakharova
- Zara (cântăreață)
- Vladimir Zeldin
- Vladimir Zemlyanikin
- Valery Zhakov
- Kirill Zhandarov
- Vladimir Zharikov
- Aleksei Zharkov
- Mihail Zharov
- Serghei Zhigunov
- Vasili Zhivokini
- Gheorghi Zhzhonov
- Ilia Zmiejew
- Valeri Zolotuhin
- Nikolai Zikov

## Ș
- Nina Șubina

## Vezi și
- Listă de regizori ruși